# 基耶科
37°28′S 71°58′W / 37.467°S 71.967°W

基耶科（西班牙語：Quilleco），是智利的城鎮，位於該國中部比奧比奧大區的比奧比奧省，面積1,121.8平方公里，海拔高度366米，2012年人口9,896人，人口密度每平方公里8.8人。